# Priderita
La priderita és un mineral de la classe dels òxids, que pertany i dona nom al grup de la priderita. Rep el nom en honor de Rex Tregilgas Prider (1910-2005), professor de geologia a la Universitat d'Austràlia Occidental, i president de la Societat Geològica d'Austràlia.

## Característiques
La priderita és un òxid de fórmula química K(Ti₇Fe3+)O16. Pot contenir una mica de bari reemplaçant el potassi. Cristal·litza en el sistema tetragonal. La seva duresa a l'escala de Mohs és 7.
Segons la classificació de Nickel-Strunz, la priderita pertany a «04.DK: Òxids amb proporció Metall:Oxigen = 1:2 i similars, amb cations grans (+- mida mitjana); estructures de túnel» juntament amb els següents minerals: akaganeïta, coronadita, criptomelana, hol·landita, manjiroïta, mannardita, redledgeïta, henrymeyerita, estronciomelana, romanechita i todorokita.

## Formació i jaciments
Va ser descoberta a Walgidee Hills, al comtat de Derby-West Kimberley, a la regió d'Austràlia Occidental, a Austràlia. També ha estat descrita en altres indrets del mateix país, així com al Brasil, els Estats Units, el Canadà, Groenlàndia, Costa d'Ivori, Sud-àfrica, Espanya, França, Alemanya, Itàlia i Rússia, 